# خادله شکلارسکیه
خادله شکلارسکیه (به لهستانی:  Hadle Szklarskie) یک روستا در لهستان است که در گمینا یاوورنگک پولسکی واقع شده‌است.